# Aulhausen
Aulhausen ist ein Stadtteil von Rüdesheim am Rhein im Rheingau-Taunus-Kreis in Hessen und ein Wein- und Lufterholungsort mit etwa 1200 Einwohnern.

## Geografische Lage
Aulhausen liegt im Tal des Eichbachs oberhalb von Assmannshausen, etwa zwei Kilometer vom Rhein entfernt. Von Rüdesheim ist es durch den Niederwald getrennt.

## Geschichte

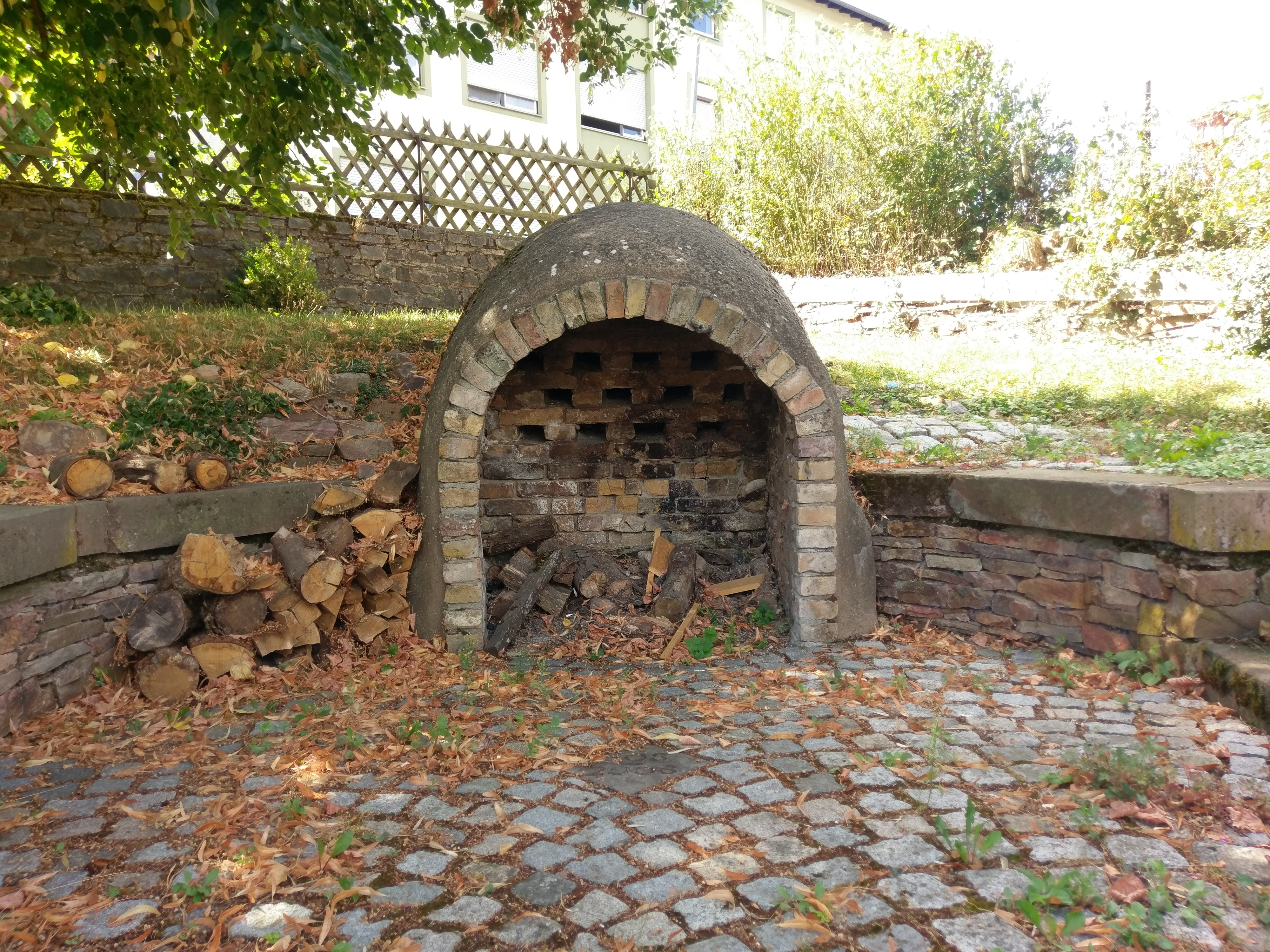
Rekonstruktion des Aulhausener Töpferofens aus den Jahren 2007/2008

Aulhausen entstand als Rodungssiedlung im erzbischöflichen Kammerforst. Die älteste erhalten gebliebene urkundliche Erwähnung als Husun erfolgt in einer Schenkungsurkunde des Erzbischofs Ruthard von Mainz aus dem Jahre 1108. Die Schreibweise Ulenhausen ist seit 1210 bezeugt. Das vorangestellte Unterscheidungsmerkmal in dem sonst häufigen Ortsnamen Hausen weist auf das Töpfergewerbe hin (lat. olla = Topf). Hier siedelten sich Handwerker an, die im Bereich der örtlichen Lehmgruben Krüge und Schalen töpferten. Eine Blütezeit hatte die Töpferei vom 13. bis zum 16. Jahrhundert. Neben Gegenständen für den täglichen Gebrauch wurden auch Bodenfliesen mit Ornamenten für Klosteranlagen und Burgen hergestellt, so beispielsweise für Kloster Eberbach und Burg Ehrenfels. Im Spätmittelalter wurden auch künstlerische Objekte wie Tonplastiken hergestellt. Aulhauser Töpferware fand Verbreitung im Rhein-Main-Gebiet sowie rheinabwärts bis nach Norddeutschland.
Seit 1189 ist das Kloster Marienhausen der Zisterzienserinnen bekannt mit der Ersterwähnung als cella sororum Clarevallensis ordinis in loco, qui Hvsen dicitur.

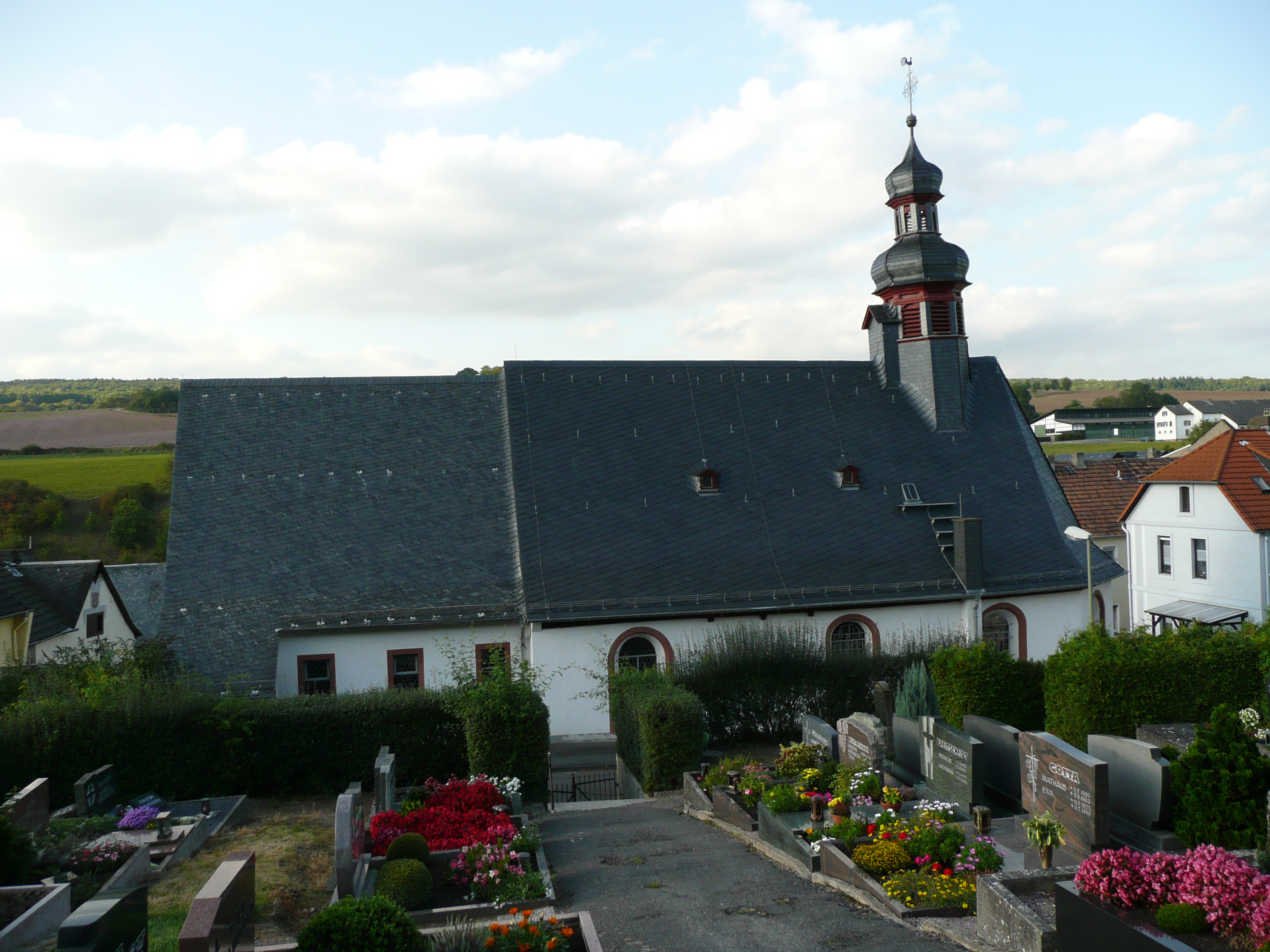
Friedhof und Pfarrkirche in Aulhausen

Die Gemeinde Aulhausen ist religiös katholisch geprägt. Die Dorfkirche St. Petronilla gehört seit 2015 zur Großpfarrei Heilig Kreuz Rheingau.
Am 1. Oktober 1970 fusionierten, im Zuge der Gebietsreform in Hessen, Aulhausen mit der Nachbargemeinde Aßmannshausen  freiwillig zur neuen Gemeinde Aßmannshausen (ab dem 16. Dezember 1970 amtlich Assmannshausen).  Am 1. Januar 1977 wurde diese Gemeinde kraft Landesgesetz in die Stadt Rüdesheim am Rhein eingegliedert. Dort wurden die beiden Ortsteile Aulhausen und Assmannshausen gebildet.
Aulhausen feierte im Jahr 2008 seine 900-Jahr-Feier.

## Verkehr und Infrastruktur
Aulhausen wird von Assmannshausen her durch die Landesstraße L 3034 für den Straßenverkehr erschlossen. Die Straße wendet sich im Ortskern scharf nach Südwesten zu einer Schleife durch den Niederwald in Richtung Jagdschloss Niederwald, Niederwalddenkmal und Ebental, um dann steil hinab zur Kernstadt Rüdesheim zu führen. Am Ebental zweigt die Landesstraße L 3454 nach Norden ab und führt knapp östlich von Aulhausen nach Presberg. Die Anbindung des Ortes an die L 3454 erfolgt durch die kurze Kreisstraße K 624.
Die Landwirtschaft und der Weinbau beherrschten vom Ende des 19. bis etwa zur Mitte des 20. Jahrhunderts den Ortscharakter. Heute ist das St. Vincenzstift der bei weitem größte Arbeitgeber im Ort.
Das St.-Vincenz-Stift ist eine überregional bekannte Einrichtung. Die Betreuung und Förderung behinderter Kinder zeichnet diese in Aulhausen liegende Einrichtung aus.
Von Aulhausen gibt es eine große Anzahl von Wanderwegen in alle Richtungen. Einige führen in das Rheintal hinein, andere nach Norden kilometerweit durch den Kammerforst bis nach Lorch, Presberg oder Stephanshausen. Direkt vor der Haustür im Süden liegt der Landschaftspark Niederwald und das Ebental, die einen hervorragenden Blick über den unteren Rheingau bis nach Rheinhessen bieten. Viele Wege abseits überlaufener Tourismusschwerpunkte sind auch für eine Tour mit dem Mountainbike geeignet.
Seit 1989 finden jährlich im Oktober die Aufführungen des örtlichen Theaters statt. 2014 feierte das Ensemble ihr 25-jähriges Bestehen mit sechs Vorstellungen an zwei Wochenenden.